# Eteläranta (Helsinki)
Pour les articles homonymes, voir Eteläranta.
Eteläranta (suédois : Södra Kajen, français : rive sud) est une rue du quartier Kaartinkaupunki au centre-ville d'Helsinki en Finlande

## Description
Eteläranta est à l'ouest du port du sud d'Helsinki.
La rue d'environ 500 mètres de long commence à la place du marché et se termine à la colline de l'observatoire.
Les rues croisées à l'ouest d'Eteläranta sont Eteläesplanadi, Pohjoinen et Eteläinen Makasiinikatu et Bernhardinkatu. 
Laivasillankatu la croise au sud-est en direction du terminal maritime Olympia.
Le long d'Eteläranta se trouvent, entre-autres, l'hôtel Palace (qui abrite les bureaux de la Confédération des industries finlandaises) et la vieille halle du marché.

## Galerie

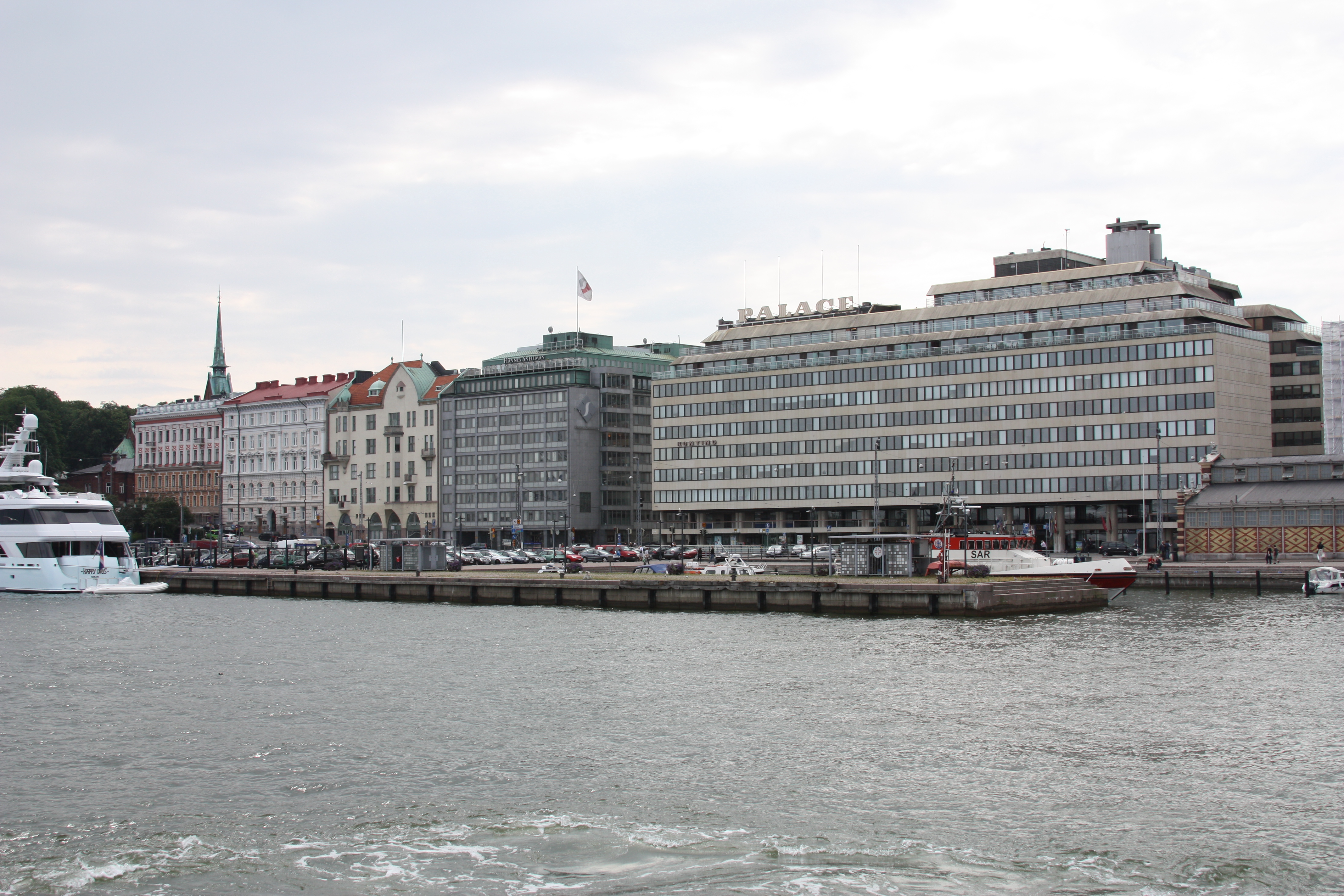
Le Palace, 10 rue Eteläranta.

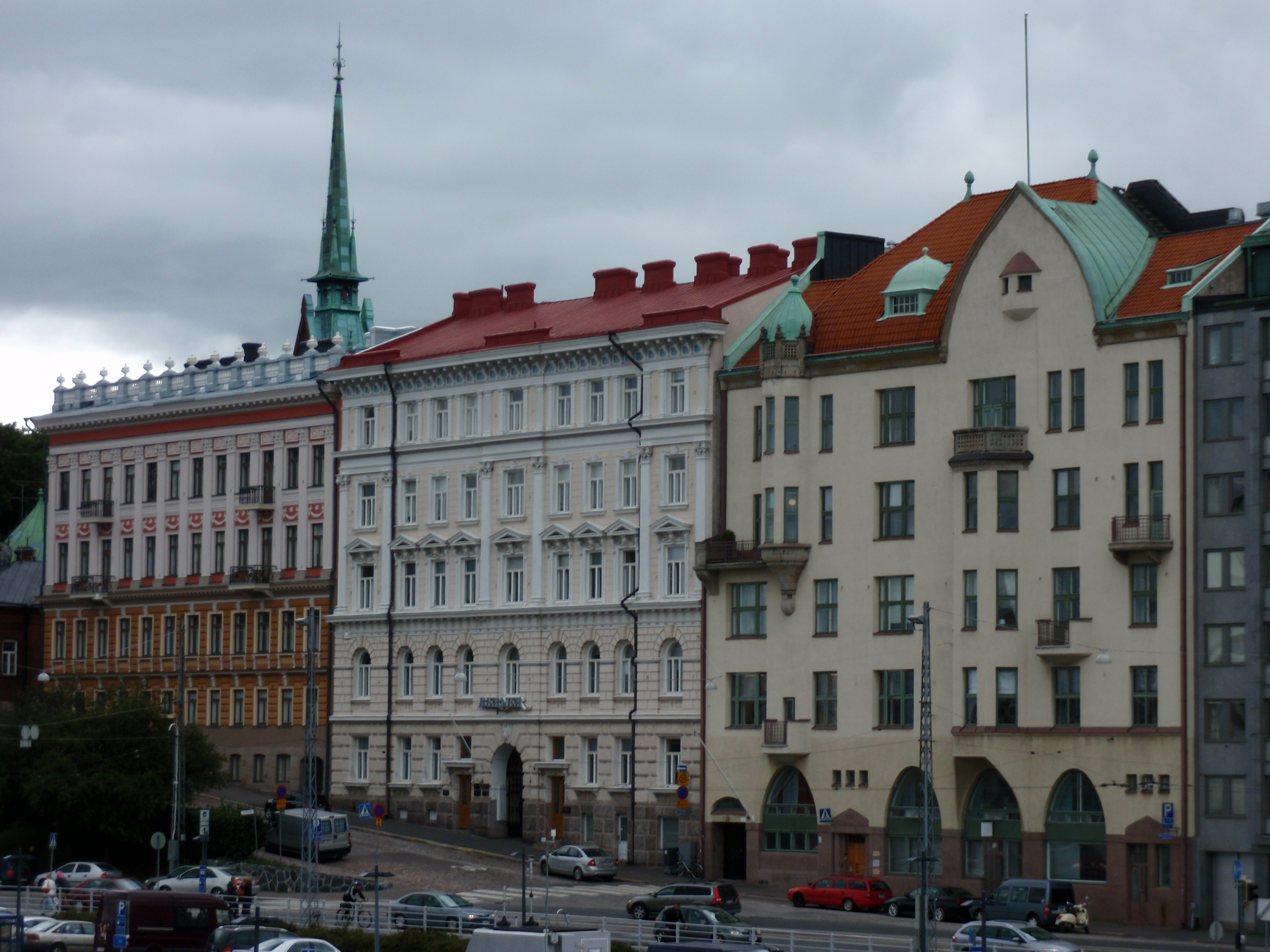
Immeubles d'Eteläranta.
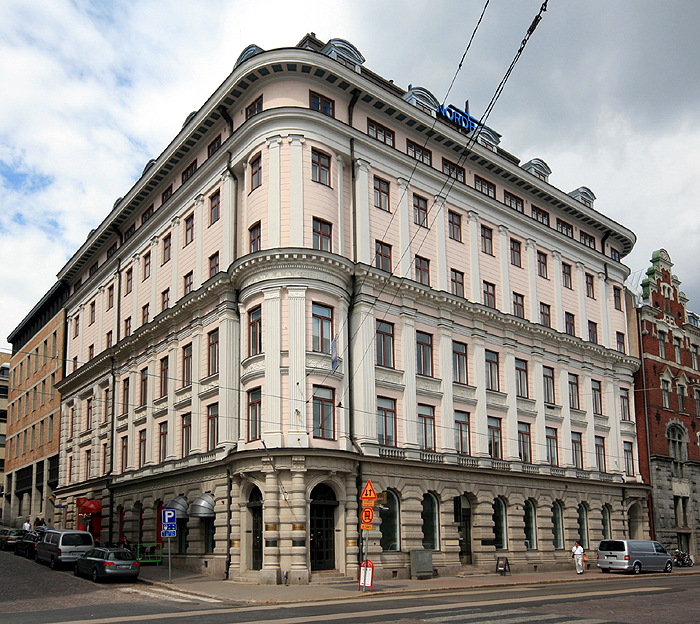
12 rue Eteläranta.

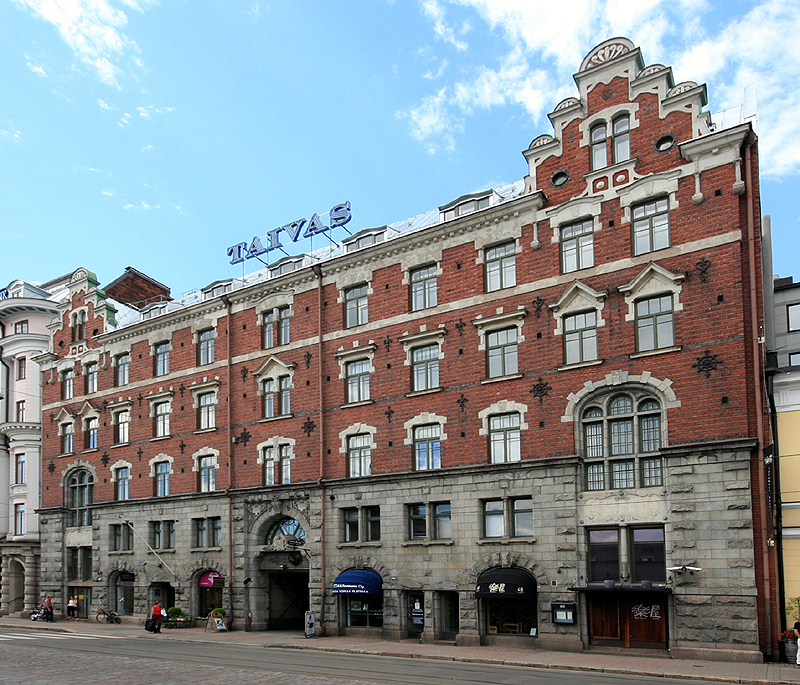
14 rue Eteläranta.
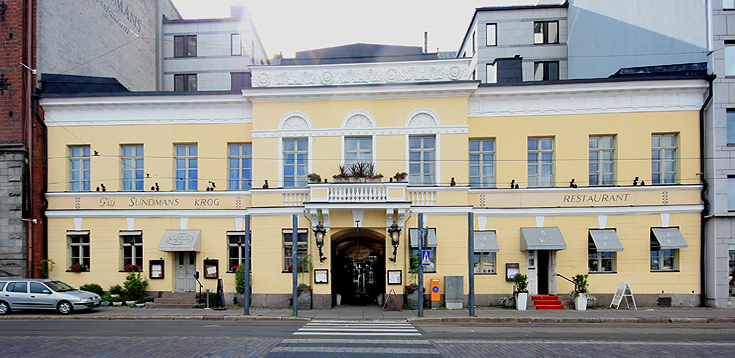
16 rue Eteläranta.